# Cratere Khansa
Khansa  è un cratere sulla superficie di Mercurio.